# Képarány
Egy képhez vagy képkockához tartozó oldalviszony vagy képarány a kép szélességének és magasságának az aránya, a két számot rendszerint kettősponttal elválasztva. Például egy x:y képarány azt jelenti, hogy bármilyen nagy vagy kicsi képről is van szó, a szélességét x egyenlő hosszúságú egységekre osztva, majd ezekkel az egységekkel a magasságát megmérve éppen y egységet kapunk. Tehát egy 16:9 oldalviszonyú kép lehet akár 16 cm széles és 9 cm magas, 16 hüvelyk széles és 9 hüvelyk magas, 8 mm széles és 4,5 mm magas és így tovább.
Közvetett megadása történhet (főleg képernyőméret megadásakor szokásos) a szokásos x×y alakban, ahol x és y a szélesség és magasság képpontokban vagy hosszegységekben (pl. centiméter vagy hüvelyk); pl. 640×480 (px) elterjedt. Ez maga nem a képarány, de utóbbi kiszámítható ebből az adatból úgy, hogy az első és második számadat hányadosát képezzük (osztjuk). Pl. 800×600 képernyőméret esetén a képarány 8/6 = 4:3.
Az oldalviszonyt matematikailag x:y alakban szokás kifejezni. A filmtechnikában gyakran kerekített tizedestört formában adják meg, míg a fényképészetben és a televíziózásban az arány szerepel. Digitális képeknél különbség van a megjelenítési képarány („Display” Aspect Ratio) és a képpontok kiterjedésének aránya (storage aspect ratio, SAR) között.
A mozikban jelenleg alkalmazott leggyakoribb képarányok az 1,85:1 és a 2,39:1. A televíziózásban és a videózásban leggyakoribb képarányok a 4:3  (1,33:1), amit a normál felbontású televízió használ és a HDTV által népszerűvé tett 16:9 (1,78:1). Más filmes és televíziós képarányok is léteznek, de ritkábban alkalmazzák őket. 
A fényképészetben a leggyakoribb képarányok a 4:3 és a 3:2, újabban pedig a kiskereskedelemben elterjedt a 16:9 képarány is. Más oldalarányok, is léteznek, főként a közép- és nagy formátumú képeknél.
A televízió, DVD és Blu-ray esetében az eltérő képarányú formátumok közötti átalakításra több lehetőség létezik: a képterület kitöltése az eredeti kép felnagyításával (mindkét tengely mentén ugyanolyan mértékben) és a kilógó területek levágása (digital zooming and cropping), horizontális csíkok (letterboxing, szélesvásznú filmeknél) vagy vertikális csíkok (pillarboxing) hozzáadása az eredeti formátum képarányának megtartásával; a tv és DVD esetén az eredeti formátum a célterületre való megnyújtásával, így eltorzításával, akár úgy, hogy a kép közepén és a szélein különböző faktorral nyújtja meg a képet (Wide Zoom mode).

## Praktikus szempontok
A filmkockák képarányát a film fizikai arányai adják meg. A film a William Dickson és Thomas Alva Edison által 1892-ben meghatározott standard szerint négy perforációs lyuk magas. Szélessége 35 mm, a perforációk mérete 24,89 mm×18,67 mm, így a látható képarány 4:3, másként 1,33:1. Ez az arány a hangsáv bevezetésével módosult. Hogy az ember látóteréhez alkalmazkodva továbbra is nagyobb legyen a szélesség, mint a magasság, csökkentették a kép méretét, ezzel mérete 22 mm × 16 mm-es az Academy szabványa szerint; ezzel az arány 1,375:1.

## Terminológia
A mozgóképipari konvenciók 1,0-del jelölik a kép magasságát, és gyakran kerekítenek, így lesz az anamorfikus film tényleges 2,39:1 aránya 2,40:1 vagy 2,40. Az amerikai mozikban a képarány 1,85:1 és 2,40:1. Egyes európai országokban a széles vászon szabványa az 1,66:1 arány. Minden film az akadémiai 1,37:1 -es szabványt használta 1953-ig, az első széles vásznú Paramount gyártmányú Shane westernfilmig. Ebben az időben jelent meg a hasonló (1,33:1) képarányú televízió, ami veszélyes vetélytársa lett a mozinak, ezért Hollywood új, széles vásznú szabványokat adott ki: hogy csak néhányat említsünk, CinemaScope (egészen 2,6:1-ig), Todd-AO (2,20:1), és VistaVision (kezdetben 1,50:1, most 1,66:1-től 2,00:1-ig). Az 1,85:1-es flat képarányt 1953 májusában vezették be, ami elterjedt szabvánnyá vált az Amerikai Egyesült Államokban és még sok más helyen.

### A széles vásznú film készítésének technikája
A filmek szélességét behatárolta a filmtekercsek perforációja és hangsávja, ezért egyes széles vásznú filmek felvételéhez a szokottnál több kamera kell. A VistaVision oldalra fordította a 35 mm-es filmet, így a perforációk felülre és alulra kerültek, és csak a függőleges méret volt behatárolva, míg a vízszintes bővíthetővé vált. A kezdetben alkalmazott 1,50:1-es arányt optikailag konvertálták, és egyes részeit kitakarták, hogy elérjék az 1,85:1-es képarányt. A Lucasfilm rövid időre felélesztette ezt a formátumot az 1970-es években, és speciális effektekhez alkalmazta a kép minőségének megőrzése érdekében. A legtöbb akkoriban használt eszköz számára ez túl széles volt, így a nyomtatás és a labormunka is megdrágult, és az eszközök fejlődésével fölöslegessé is vált.
A tévé Super 16 mm-es filmet használt, mert olcsóbb, és csak az egyik oldalán van hangsáv, ami már elég is, hiszen nem vetítik ki, mint a moziban, hanem videotechnikával közvetítik. Képaránya 1,66:1 , ami már elég közel van a 16:9-es (1,78:1) arányhoz. 35 mm-re növelhető, és így játékfilmekhez is kiváló.

## A leggyakrabban használt szabványok

### 4:3 arány
A (1,33:1) hagyományos arány jellemző a legtöbb tévékészülékre és számítógépes képernyőre. A némafilm-korszak 35 mm-es filmjére megy vissza; ma Super 35 néven használják. Ehhez közeli a hangosfilm beköszöntével létrehozott 1,375:1-es arány, ezért nem kellett átszerkeszteni a filmeket a televízió korai szakaszában, vagyis az 1940-es és az 1950-es években. Mivel a tévé a mozi veszélyes vetélytársává vált, Hollywood bevezette a széles vásznú filmet.

### 16:9 arány
A 16:9 (1,77:1) arány a HDTV nemzetközi szabványa. Ezt használja a nem HD digitális tévé és a PALplus analóg széles vásznú tévé. A japán Hi-Vision 5:3 aránnyal indult, de azóta ők is átváltottak 16:9-re (5⅓:3). Sok digitális videokamera tud felvételt készíteni ezzel az aránnyal, és ez az egyetlen széles vásznú arány, amit a DVD alapértelmezetten támogat. A gyártók a kép függőleges méretének beszűkítésével 1,85:1 és 2,39:1 arányú filmeket is kiadhatnak. Sok 1,85:1 arányú film azonban, például az amerikai-olasz koprodukcióban készült Man of La Mancha viszonylag jól illik a HDTV arányaihoz, és anamorfikus technikával adják ki, így nincs szükség a függőleges méret szűkítésére.

## Összefüggések a kép méreteivel
A képernyők méretét gyakran a képátlóval adják meg.
{\displaystyle m={\frac {d}{\sqrt {r^{2}+1}}}\qquad l={\frac {d}{\sqrt {{\frac {1}{r^{2}}}+1}}}\qquad T={\frac {d^{2}}{r+{\frac {1}{r}}}}}
ahol m a magasság, l a szélesség, r a képarány, d a képátló, és T a terület.

## Összehasonlítás
Két képarány összehasonlítása további feltételeket igényel: összehasonlíthatunk azonos szélességű, magasságú, területű vagy képátlójú képeket. Felvetődhet az arányok esztétikussága is (a 16:9 áll a legközelebb az aranymetszéshez), vagy a kép tárgya milyen arányú: a teljes alakos képeknek a függőleges, a panorámaképeknek a vízszintes mérete a meghatározó.
Ugyanazzal a képátlóval a 4:3 arányú kép területe a nagyobb, mivel közelebb áll a négyzethez, ami maximalizálja az adott képátlójú téglalapok területét. A CRT-technológiához is inkább a négyzet áll közelebb. Ugyanez igaz a diavetítőkre, vagy más optikai eszközökre, például a kamerákra. Az LCD és a plazma technológia számára inkább a terület a fontos, tehát ha alacsonyabb és szélesebb kijelzőket gyártanak, akkor a terület csökkenthető a képátló megőrzésével.
A következők egy kép különböző arányú kivágásait hasonlítják össze. A négyzethez közelebbi arány a közteret, míg a szélesebb arány az épületet hangsúlyozza.
- Azonos képátlóval:

|  |  |

- Azonos területtel:

|  |  |

- Azonos magassággal:

|  |  |

- Azonos szélességgel:

|  |  |

## Használt és használatos képarányok
1,15más néven Movietone arány. A hangosfilm kezdeti szakaszára jellemző, amikor is a hangsáv elfoglalta a szabványos film szélét, így a kép majdnem négyzetesre szűkült. 1926-32 körül használták. Gyakran hibásan 1:37 aránnyal vetítették vagy közvetítették ezeket a filmeket. Ezzel a képaránnyal készült a Sunrise, az M és a Hallelujah!.
1,33 (4:3)a 35 mm-es némafilm képaránya, ma a tévé és a videó elterjedt képaránya, és az MPEG-2 formátumú videofájlok képaránya. A standard 16 mm és a Super 35mm filmek is ezzel az aránnyal készülnek. Nagy hatással volt az újabb arányok megválasztására.
1,37a teljes 35 mm-es hangosfilm képaránya, 1932 és 1953 között szinte egyeduralkodó a mozikban. Az AMPAS 1932-ben hivatalosan akadémiai arány néven elfogadott szabványa. Ma már csak ritkán fordul elő.
1,43IMAX formátum. A film szélessége 70 mm, de oldalára van fordítva, így a képek szélesebbek lehetnek.
1,50 (3:2)a fényképészetben használt 35 mm-es film aránya, ahol a kép magassága 8 perforáció. A VistaVision oldalra fektetett filmjének is ez az alapértelmezett aránya.
1,55 (14:9)kompromisszumos képarány a széles vásznú és a nem széles vásznú film között. Többek között reklámfilmeket forgatnak ezzel az aránnyal. Vetítéskor a vetítő képarányától függően a képhez oldalt vagy alul és felül fekete sávokat adnak.
1,60 (16:10)a szélesebb számítógépes képernyők aránya például 1920x1200-as felbontással.
1,66 (15:9 = 5:3)a Paramount által bevezetett arány a 35 mm-es filmhez. Több európai országban szabvány méret. Gyakran 1,67:1-re kerekítik. Az 1980-as évektől a 2000-es évek első évtizedéig a Walt Disney Feature Animation's CAPS program kompromisszumos képaránya a mozi 1,85-ös és a tévé 1,33-as képaránya között.
1,75korai 35 mm-es széles vásznú képarány. Az MGM és a Warner Bros. használta 1953 és 1955 között. A Disney néhány 1950-es évek után keletkezett filmjét is ezzel az aránnyal adta ki DVD-n.
1,77 (16:9 = 42:32)széles vásznú filmszabvány. Egyes tévék is ebben a szabványban készültek. Az MPEG-2 fájlformátum által felkínált három arány egyike. Néha 1,78:1-re kerekítik.
1,8535 mm-es angol és amerikai szabvány. Az Universal Pictures vezette be 1953 májusában. A kép három perforációs magasságú, ezért gyakran három perforációt használnak fel egy képhez, hogy spóroljanak a filmmel. Azonban, ha nagyon eltérő aránnyal akarják vetíteni, akkor hagyományos négy perforációs magasságúra kell alakítani a képeket, és ezzel még több film megy veszendőbe.
2,00a SuperScope aránya, amit a Univisium is használ. Egyes amerikai stúdiók dolgoztak vele az 1950-es években, de az 1960-asokban elhagyták. Mostanában a Red One kamerarendszer népszerűsíti. 2001-ben a Studio Ghibli ezzel az aránnyal készítette a Spirited Awayt.
2,10tévéfilmek és művészfilmek tervezett aránya.
2,2070 mm-es szabvány. A Todd-AO számára készült az 1950-es években.
2,21az MPEG-2 fájlformátumban választható arány. Ritkán használják.
2,35a 35 mm-es anamorfikus film képaránya 1970-ig. A CinemaScope és a korai Panavision használta. Azóta megváltozott az anamorfikus arány, most 2,39, de gyakran még mindig 2,35-ként hivatkoznak rá. Az indiai Bollywood 1972 óta ezzel az aránnyal adja ki művészfilmjeit.
2,37 (64:27 = 43:33)ezt az arányt a tévé vezette be 2010-ben. Ezt az arányt azonban nem veszik figyelembe a közvetítésnél.
2,4035 mm-es anamorfikus képarány 1970-től. Az anamorfikus mozifilmek aránya. A 2,39-ot gyakran kerekítik erre az arányra. A kereskedelemben Panavision vagy 'Scope néven kapható.
2,55a CinemaScope eredeti képaránya a hangsáv hozzáadása, vagyis 1954 előtt. A CinemaScope 55 is ezt használja.
2,59a teljes magasságú Cinerama aránya. Három 35 mm-es kép egymás mellé vetítésével nyerik.
2,66a Super 16 mm-es film kimenete anamorfikus lencserendszer használatakor. A végeredmény azonban 15:9 arányú a film adottságaihoz alkalmazkodva.
2,76az Ultra Panavision 70 aránya (65 mm-es film 1,25x anamorfikus nyújtással). Csak egy maroknyi film készült így 1962 és 1966 között, például a A halál 50 órája (1965).
2,93MGM Camera 65, a korai Ultra Panavision 1962-ig a szélesebb kép előállítása helyett 1,33x-es anamorfikus torzítással. A Ultra Panavision néhány korai filmje készült ezzel a technikával, a leghíresebb a Ben-Hur (1959) és a How The West was Won, amiket 2,89-re vágva vetítettek le három filmszalag felhasználásával.
4,00(4:1 = 4×1:1): a Polyvision használta néhány filmjéhez; a vetítéshez három 35 mm 1,3 (1:1)-es filmszalagot használva.
12,0a Walt Disney használta ezt Circle-Vision 360° néven. (9)-4:3 35mm-esfilmvetítőt használ a nézőt teljesen körülvevő kép előállítására. Többnyire különféle Disney-parkokban használják.

## Problémák a tévézésben és a műsorközvetítésben

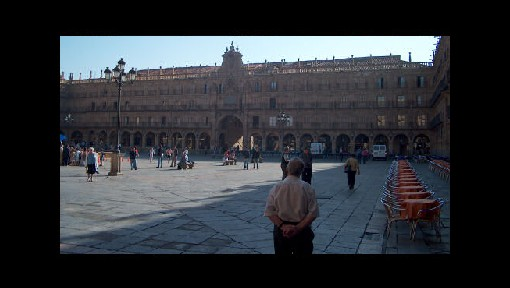
A postaláda-effektus

A különféle képarányok újabb problémát jelentenek a filmkészítők és a tévénézők számára. Ha egy műsorszolgáltató olyan filmet közvetít, aminek arányai nem felelnek meg a műsorszóró berendezések számára, akkor a filmet a megfelelő arányra kell hozni vágással, vagy fekete sávok hozzáadásával. Ha ezt a filmet egy olyan tévén nézik, aminek képaránya megfelel az eredeti film képarányának, akkor nem ritkán a képet fekete keret szegélyezi. Ez előfordulhat akkor is, ha az eredeti kép aránya 4:3, a közvetítő aránya 16:9, és a tévé aránya újra 4:3, és megfordítva, ha a film aránya 16:9, a közvetítőé 4:3 és a tévéé újra 16:9.
Ennek kivédésére különböző módszereket vezettek be. A digitális műsorszórás az Active Format Descriptionnel oldja meg ezt a problémát. Egy másik módszer a kép kinyújtása, ami azonban zavaró torzításokat okoz. A 4:3 kép kinyújtása a szereplőket alacsonnyá és kövérré teszi. A PAL és az NTSC a filmmel együtt információt is küld annak formátumáról. A tévékészülék ennek megfelelően vált a különböző filmformátumok között.

## Fényképezőgépek, kamerák, vetítők
A leggyakoribb arányok a fényképészetben:
- 4:3 (1,33)
- 3:2 (1,5)
- 16:9 (1,78)
- 3:1 (3,0)
- 1:1 (1,0)

Sok fényképezőgép lehetővé teszi a választást több arány között is. Soknak van multi-aspektus érzékelője, mint a Panasonicnak, míg mások egyszerűen a kiválasztott arányra vágják a negatívot.

### 4:3
A 4:3 arányt a point-and-shoot kamerák, a Four Thirds system, Micro Four Thirds system kamerák és a medium format 645 kamerák képaránya. A 4:3 digitális formátum népszerűségét az akkori digitális kijelzők és számítógépes képernyők 4:3 arányának köszönheti.
A többi forma a klasszikus fényképformátumokból maradt fenn, a klasszikus 35 mm film kameráról és a többszörös formátumú Advanced Photo System (APS) kameráról, ami három forma közötti választást tett lehetővé. Ezek a következők voltak: APS-H ("High Definition" mód), APS-C ("Classic" mód) és az APS-P ("Panoramic" mód).

### 3:2
A 3:2 arány a klasszikus 35 mm-es fényképezőgépek aránya, 24 mm x 36 mm-es képmérettel. Ezt a hagyományos méretet a DSLR-ek viszik tovább. Emellett egy kisebb méret (25,1 mm x 16,7 mm) is választható, ami szintén ezt az arányt tartják (APS-C), ahol is az APS egy másik filmformátum és a C a klasszikus mód. A Canon és a Nikon is kifejlesztette a saját APS-C szenzorait. A Canon emellett egy nagyobb, APS-H méretet is kínál. A Nikon a saját APS-C szabványát DX-nek nevezi. Mindezek nagyon közel állnak az APS-C-hez, és fenntartják a 3:2 arányt, így ezeket APS-C szenzorokként tartják számon.
A 3:2-es arány előnyben részesítésének az az oka, hogy a DSLR-eket a 35 mm-es SLR filmhez tervezték, hogy a képek jól mutassanak az akkori idők számítógépes képernyőin. A széles képernyők ritkaságnak számítottak egészen a HDTV eljöveteléig.

### 16:9
A 16:9 arány meglepő módon az APS filmből eredeztethető. Ismert néven APS-H (30,2 mm x 16,7 mm), ahol a H a minőségre utal. A HDTV-nek is ez az aránya. Ez az arány minden olyan készüléknél megtalálható, ami (HD)video előállítására is képes. A HD video képesség tehát a 16:9 arány használatára való képességet is jelenti; egyes készülékek képesek ilyen arányú felvételeket is készíteni, amik jól illeszkednek a HD tévékhez és a széles képernyőkhöz. 

### 3:1
A 3:1-es arány szintén az APS filmhez vezethető vissza. Neve APS-P (30,2 × 9,5 mm), ahol is a P a panoráma szót rövidíti. Az APS-P a legutoljára standardizált szabvány, és a panoráma megvalósítása erősen gyártófüggő, csak az a közös bennük, hogy a kép szélessége jóval nagyobb, mint a magassága.

### 1:1
A négyzet alak a 120-as filmhez vezethető vissza. Néhány digitális kamera még ma is képes négyzet alakú képet előállítani. A 120-as film és a klasszikus 6 x 6 cm-es képméret még ma is használatos.
Az Amerikai Egyesült Államokban a 4×6 (1,5), 5×7 (1,4), 4×5 és 8×10 (1,25), meg a 11×14 (1,27) inches méretek szabványos papírméretek, és a széles formátumú kamerák képesek ilyen méretű képek előállítására. A közepes formátumú kamerák névlegesen 6×6, 6×7, 6×9, 6×4,5 cm-es képek előállítására képesek, de ezek nem tekinthetők elég pontosnak a képarányok számításához. A nyomtatók méretét állónak adják meg, míg más eszközök méretét fekvőnek, így a 4×6-os nyomtatás éppen megfelel a DSLR/35 mm 3:2 képarányának.
Az analóg vetítők és képernyők szintén az 1:1 -es arányt használják, mert az mind a függőleges, mind a vízszintes képeket támogatja. Ezzel szemben a digitális vetítők az álló képeket a fekvők felbontásánál lényegesen rosszabbul jelenítik meg. Például egy 16:9-es vetítő a 3:2 fekvő képet az elérhető felbontás 84,3%-ával, míg a 2:3-as álló képet az elérhető felbontás 37,5%-ával vetíti ki.

## Fordítás
- Ez a szócikk részben vagy egészben az Aspect ratio (image) című angol Wikipédia-szócikk ezen változatának fordításán alapul.  Az eredeti cikk szerkesztőit annak laptörténete sorolja fel. Ez a jelzés csupán a megfogalmazás eredetét és a szerzői jogokat jelzi, nem szolgál a cikkben szereplő információk forrásmegjelöléseként.